# Іссельбах
Іссельбах (нім. Isselbach) — громада в Німеччині, розташована в землі Рейнланд-Пфальц. Входить до складу району Рейн-Лан. Складова частина об'єднання громад Діц.
Площа — 7,19 км2. Населення становить 348 ос. (станом на 31 грудня 2020).